# Facteurs naturels d'hydratation
Pour les articles homonymes, voir NMF (homonymie).
NMF est un acronyme anglais signifiant Natural Moisturizing Factors, soit en français : « facteurs naturels d’hydratation (FNH) ». C'est un ensemble de substances hygroscopiques localisées à l'intérieur des cornéocytes, de l'épiderme.

## Rôle
Le NMF permet de fixer et d'assurer l'hydratation de la couche cornée.

## Composition
- acides aminés,
- acide pyrrolidone carboxylique (PCA),
- acide lactique,
- urée,
- glucides
- et des ions minéraux (chlorure, sodium et potassium).

Aujourd'hui synthétisés en laboratoire, tous ces éléments naturels sont largement utilisés en cosmétiques pour la formulation de produits hydratants.

## Historique
Le concept de NMF est apparu au début des années 1970